# أنطونيو أندريس سانشو
أنطونيو أندريس سانشو (بالإسبانية: Francisco Antonio Andrés Sancho)‏ هو دراج إسباني، ولد في 27 أبريل 1913 في Aras de los Olmos ‏ في إسبانيا، وتوفي في 24 يناير 1985 في بلنسية في إسبانيا.

## وصلات خارجية
- أنطونيو أندريس سانشو على موقع أرشيف الدراجات (الإنجليزية)
- أنطونيو أندريس سانشو على موقع إحصائيات الدراجات الإحترافية (الإنجليزية)
- أنطونيو أندريس سانشو على موقع CycleBase (الإنجليزية)